# Planète+ (Canada)
Pour les articles homonymes, voir Planète+ (homonymie).
Planète+ est une chaîne de télévision française appartenant à MultiThématiques diffusée au Québec au Canada par TerraTerra Communications.

## Historique
Planète fut ajouté à la listes des services par satellite admissibles du CRTC en 2001, puis lancée le 19 juin 2002 au Québec sur les réseaux numériques de Cogeco Câble, de Vidéotron et de Bell Télé (qui fut retiré en avril 2007). Importé par la compagnie TerraTerra Communications, le signal de Planète était au départ celui de la France avec un décalage horaire de 6 heures, ce qui avait comme fâcheux résultat qu'aucune programmation n'était disponible en soirée étant donné que Planète ne présentait pas d'émission durant la nuit en France.
Planète est devenue Planète+ le 27 août 2011 dans le but de s'identifier au Groupe Canal+.

### Identité visuelle (logo)

Logo de Planète du 19 juin 2002 à 2004
Logo de Planète de 2004 au 26 août 2011
Logo de Planète+ Canada depuis 2011

## Programmes
La programmation de Planète+ au Québec est, aujourd'hui, différente de celle de la France. Les heures de début des émissions sont adaptées au système nord-américain (soit aux heures ou à la 30e minute), la ligne éditoriale et les thématiques sont respectées, mais les dates de diffusions sont différentes en raison des droits acquis pour le Canada. Certains segments provenant de Planète+ Justice, Planète+ Thalassa et Planète+ No Limit sont présentés sur Planète sous forme de soirées thématiques.
Planète+ est considéré comme une chaîne de télévision étrangère et n'est donc pas tenue de diffuser du contenu canadien.